# Vidče
Vidče (en allemand : Witsche) est une commune du district de Vsetín, dans la région de Zlín, en Tchéquie. Sa population s'élevait à 1 762 habitants en 2020.

## Géographie
Vidče est arrosée par la rivière Maretka et se trouve à 4 km au sud-ouest du centre de Rožnov pod Radhoštěm, à 14 km au nord-est de Vsetín, à 40 km au nord-est de Zlín et à 273 km à l'est-sud-est de Prague.

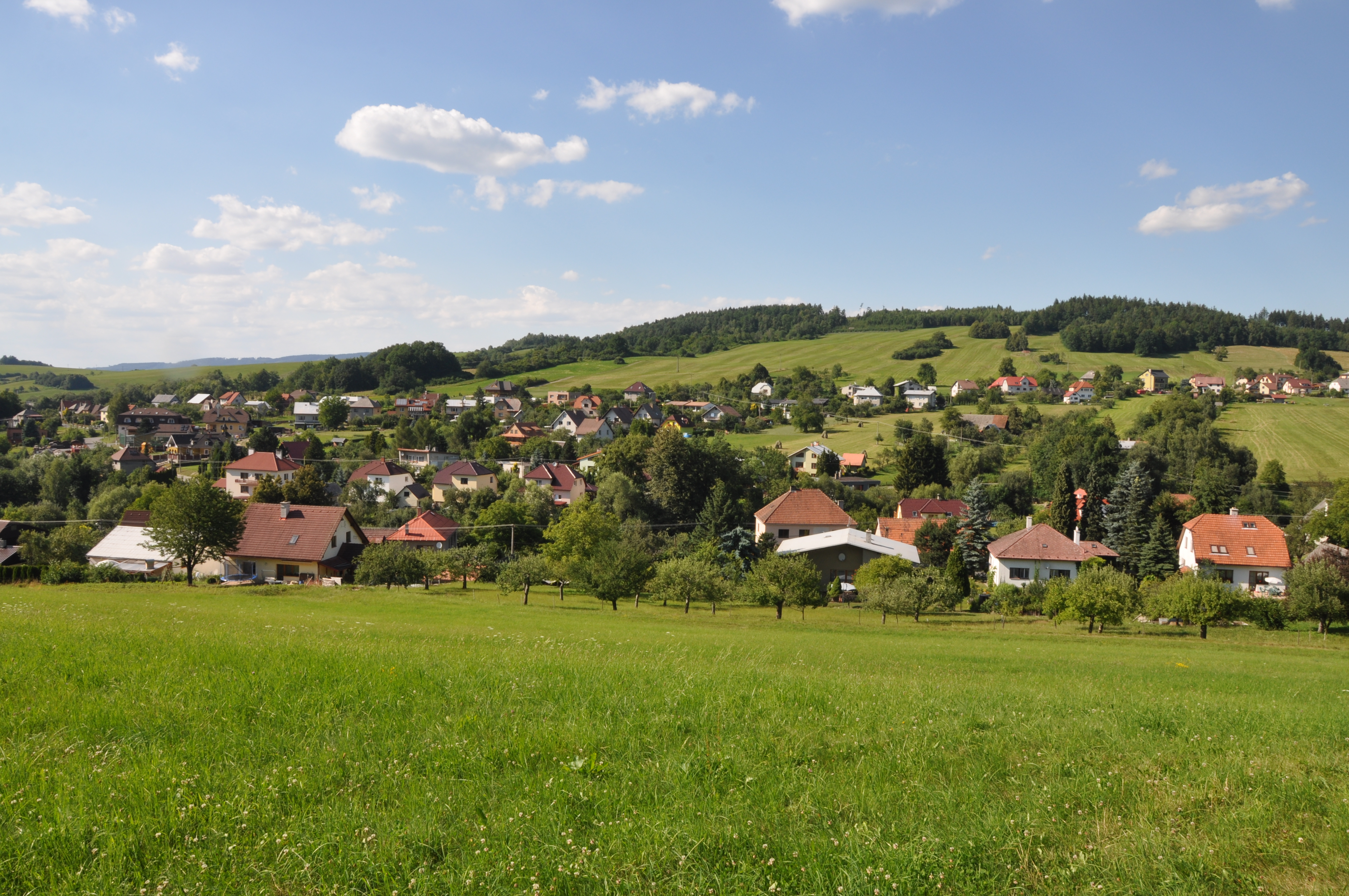
Vidče : vue générale.

La commune est limitée par Střítež nad Bečvou à l'ouest et au nord, par Zubří au nord, par Rožnov pod Radhoštěm à l'est, par Valašská Bystřice au sud, et par Velká Lhota au sud-ouest.

## Histoire
La première mention écrite du village date de 1411.